# Matthäus Offner

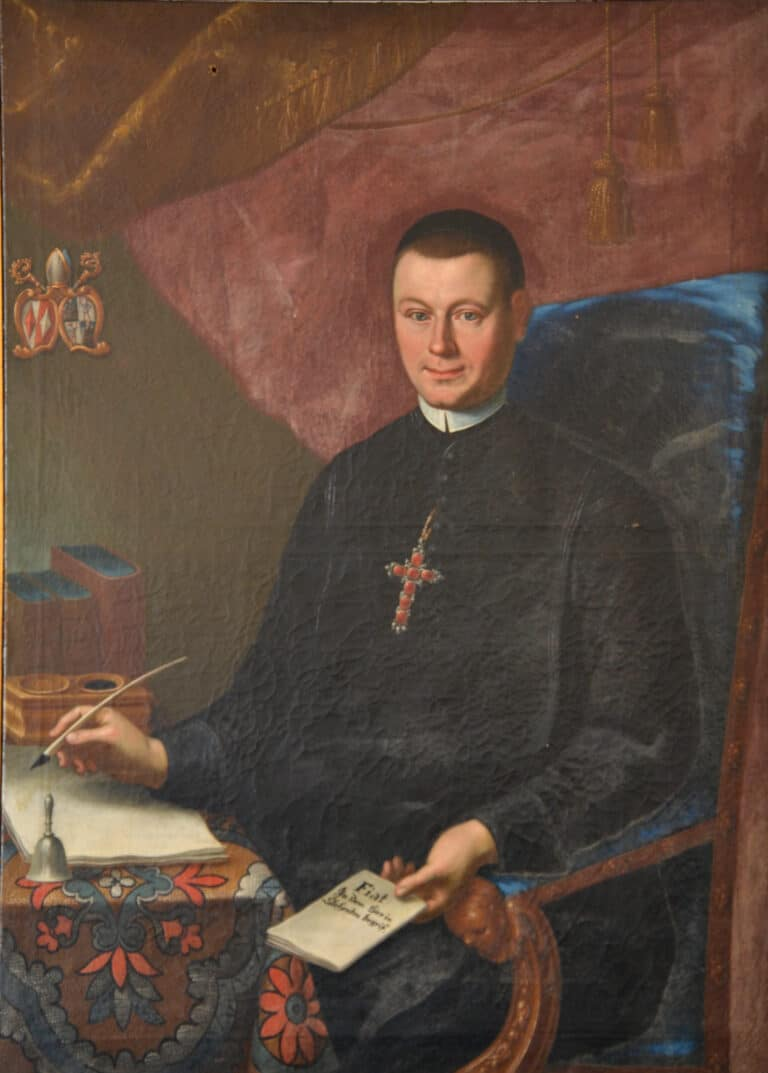
Matthäus Offner

Matthäus Offner, OSB (* 21. September 1716 in Obdach; † vor 19. März 1779 in Admont), war ein salzburgischer römisch-katholischer Geistlicher und von 1751 bis 1779 Abt der Benediktinerabtei St. Blasius zu Admont.

## Leben und Wirken
Einer bürgerlichen Familie in Obdach entstammend, widmete sich Matthäus Offner zunächst an den Jesuitengymnasien in Judenburg und Leoben dem Studium der Humanistik und Rhetorik, anschließend studierte an der Jesuitenuniversität Graz Theologie und Philosophie. 1737 trat in das Stift Admont ein und erhielt 1741 die Priesterweihe. Nach einer Tätigkeit als Feldkaplan wurde er im Stift Archivar, Hofmeister und Sekretär des Abtes Antonius II. von Mainersberg und schließlich am 13. Dezember 1751 als dessen Nachfolger zum Abt gewählt und nachfolgend am 23. Jänner 1752 vom Salzburger Erzbischof Andreas Jakob von Dietrichstein geweiht. 1754 wurde er zum Präses der Salzburger Benediktinerkongregation gewählt.

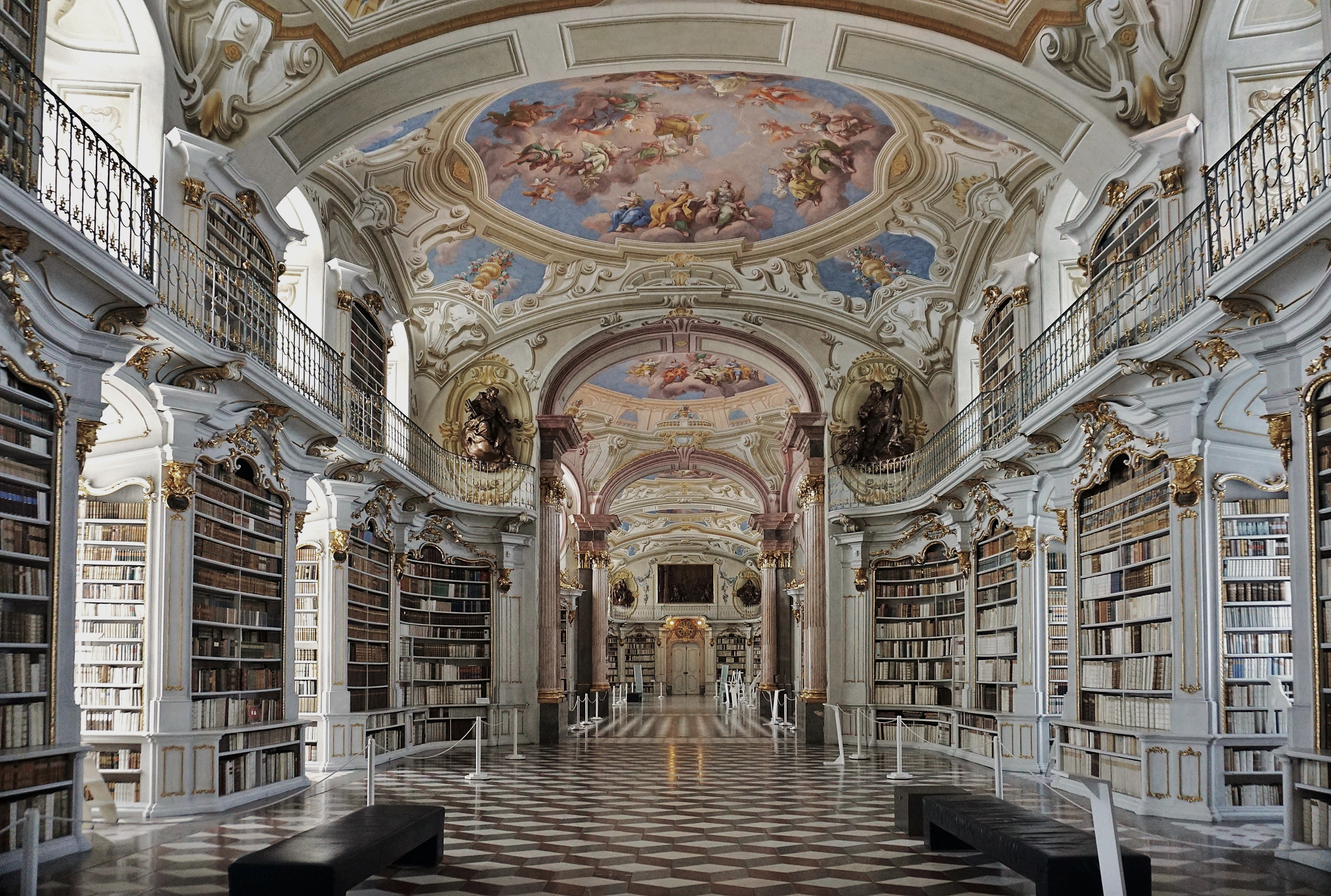
Stiftsbibliothek Admont

Ein wichtiger Aspekt im Abbatiat von Matthäus Offner war die Bau- und Kunstförderung. Unter Leitung des Baumeisters Josef Hueber entstanden Ost- und Nordtrakt des Stifts sowie die künstlerisch bedeutende Stiftsbibliothek mit den Bildhauerarbeiten von Josef Thaddäus Stammel; 1774 wurde der Vertrag mit Bartolomeo Altomonte über die Freskierung abgeschlossen. Von seinem Beitrag zur Ausstattung der Admonter Stiftskirche hat sich die 1755 entstandene Admonter Weihnachtskrippe erhalten. 1766 bis 1774 führte Josef Hueber den Bau des Westturms der Pfarrkirche von Mautern durch. 1764 wurde die Flößerkapelle in Altenmarkt bei Sankt Gallen durch Abt Matthäus geweiht. Der Admonterhof in Graz erfuhr jetzt seinen Innenausbau mit den Rokoko-Räumen. 1776/1777 erfolgte der Ausbau und die (verlorene) Ausmalung von Schloss Kaiserau mit Jagdszenen im Großen Saal sowie den Darstellungen von Spielen und diversen Nationalitäten in den einzelnen Gemächern. 1777 veranlasste er die Ausmalung des Kirchenraums von Maria Altötting in Winklern durch Joseph Adam von Mölck.
Ein bedeutender Aspekt im Abbatiat Matthäus Offners war die Auseinandersetzung mit dem erstarkenden Protestantismus, wobei ihm der Versuch einer Missionierung im Enns- und Paltental anvertraut wurde.
Das Wappen von Abt Matthäus Offner am Ostgiebel der Admonter Stiftsgebäude zeigt im gevierteten Schild jeweils ein Gebirge mit achtstrahligem Stern sowie, wie sein Vorgänger Antonius von Mainersberg, einen Mann, einen Granatapfel als Symbol des Priesterstandes haltend.